# Thanh Thạch
Thanh Thạch là một xã thuộc huyện Tuyên Hóa, tỉnh Quảng Bình, Việt Nam.
Xã Thanh Thạch có diện tích 30 km², dân số năm 2019 là 2.312 người, mật độ dân số đạt 77 người/km².